# بيل وود (مدير فني)
بيل وود (بالإنجليزية: Bill Wood)‏ هو مدير فني أمريكي لكرة القدم الأمريكية، ولد في 15 نوفمبر 1894 في Pottstown, Pennsylvania ‏ في الولايات المتحدة، وتوفي في 20 أغسطس 1966.